# Ант (Румунія)
Ант (рум. Ant) — село у повіті Біхор в Румунії. Входить до складу комуни Аврам-Янку.
Село розташоване на відстані 437 км на північний захід від Бухареста, 56 км на південний захід від Ораді, 102 км на північ від Тімішоари.

## Населення
За даними перепису населення 2002 року у селі проживали 190 осіб.
Національний склад населення села:
| Національність | Кількість осіб | Відсоток |
| -------------- | -------------- | -------- |
| угорці         | 144            | 75,8%    |
| румуни         | 46             | 24,2%    |

Рідною мовою назвали:
| Мова      | Кількість осіб | Відсоток |
| --------- | -------------- | -------- |
| угорська  | 144            | 75,8%    |
| румунська | 46             | 24,2%    |